# Chambornay-lès-Bellevaux
Chambornay-lès-Bellevaux ist eine Gemeinde im französischen Département Haute-Saône in der Region Bourgogne-Franche-Comté.

## Geographie
Chambornay-lès-Bellevaux liegt auf einer Höhe von 230 m über dem Meeresspiegel, 5 km südöstlich von Rioz und etwa 18 km nordnordöstlich der Stadt Besançon (Luftlinie). Das Dorf erstreckt sich im Süden des Départements in der breiten Talebene des Ognon am Rand der Höhen von Châtelard.
Die Fläche des 5,89 km² großen Gemeindegebiets umfasst einen Abschnitt des mittleren Ognon-Tals. Die südliche Grenze verläuft meist entlang dem Ognon. Dieser fließt hier mit mehreren Mäandern durch eine Alluvialebene, die eine Breite von ein bis zwei Kilometern aufweist und durchschnittlich auf 225 m liegt. Vom Flusslauf erstreckt sich das Gemeindeareal nordwärts über die Talebene bis auf das angrenzende Plateau von Le Châtelard. Dieses besteht aus einer Wechsellagerung von kalkigen und sandig-mergeligen Schichten aus der oberen Jurazeit. Es ist teils von Acker- und Wiesland, teils von Wald bestanden. Mit 332 m wird auf einer Kuppe nördlich des Tals von Bellevaux die höchste Erhebung von Chambornay-lès-Bellevaux erreicht. Nach Westen reicht der Gemeindeboden über das Plateau bis in den waldigen Taleinschnitt des Ruisseau de Malgérard, eines rechten Zuflusses des Ognon.
Nachbargemeinden von Chambornay-lès-Bellevaux sind Traitiéfontaine im Norden, Cirey im Osten, Valleroy und Aulx-lès-Cromary im Süden sowie Sorans-lès-Breurey und Neuvelle-lès-Cromary im Westen.

## Geschichte
Überreste einer römischen Wasserleitung und weitere Funde aus dieser Zeit deuten auf eine frühe Besiedlung des Gemeindegebietes von Chambornay-lès-Bellevaux hin. Erstmals urkundlich erwähnt wird der Ort im Jahr 1140. Er war damals im Besitz des Klosters Saint-Vincent von Besançon. Besiedelt war Chambornay jedoch bereits deutlich früher. Die erste Siedlung befand sich auf der Anhöhe bei der vorromanischen Kapelle Saint-Justin. Im Lauf des 12. Jahrhunderts wurde das Gebiet von den Mönchen des Zisterzienserklosters Bellevaux gerodet und urbar gemacht. Die Siedlung Chambornay wurde darauf an den Rand der Talebene bei der Quelle der Doye verlegt, und der Grundbesitz ging an das Kloster Bellevaux über. Im Mittelalter gehörte Chambornay zur Freigrafschaft Burgund und darin zum Gebiet des Bailliage d’Amont. Zusammen mit der Franche-Comté gelangte das Dorf mit dem Frieden von Nimwegen 1678 definitiv an Frankreich. Heute ist Chambornay-lès-Bellevaux Mitglied des 33 Ortschaften umfassenden Gemeindeverbandes Communauté de communes du Pays Riolais.

## Sehenswürdigkeiten
Die Kirche Saint-Germain stammt ursprünglich aus dem 12. Jahrhundert (der Chorraum aus dieser Zeit ist erhalten). Das Schiff wurde im 18. Jahrhundert neu erbaut. Zur reichen Innenausstattung gehören unter anderem das Mobiliar aus dem 18. Jahrhundert, die Statue der Vierge de Pitié aus dem 16. Jahrhundert sowie verschiedene Grabplatten. Aus dem 10. Jahrhundert stammt die vorromanische Kapelle Saint-Justin an erhöhter Lage westlich des Dorfes. Sie wurde im Lauf der Jahrhunderte mehrfach verändert.

## Bevölkerung
| Jahr                       | 1962 | 1968 | 1975 | 1982 | 1990 | 1999 | 2006 | 2012 | 2017 | 2022 |
| Einwohner                  | 109  | 101  | 99   | 110  | 116  | 143  | 154  | 173  | 185  | 185  |
| Quellen: Cassini und INSEE |      |      |      |      |      |      |      |      |      |      |

Mit 185 Einwohnern (1. Januar 2022) gehört Chambornay-lès-Bellevaux zu den kleinen Gemeinden des Département Haute-Saône. Nachdem die Einwohnerzahl in der ersten Hälfte des 20. Jahrhunderts deutlich abgenommen hatte (1901 wurden noch 216 Personen gezählt), wurde seit Mitte der 1970er Jahre wieder ein leichtes Bevölkerungswachstum verzeichnet.

## Wirtschaft und Infrastruktur
Chambornay-lès-Bellevaux war bis weit ins 20. Jahrhundert hinein ein vorwiegend durch die Landwirtschaft (Ackerbau, Obstbau und Viehzucht) und die Forstwirtschaft geprägtes Dorf. Außerhalb des primären Sektors gibt es nur wenige Arbeitsplätze im Dorf. Mittlerweile hat sich der Ort auch zu einer Wohngemeinde gewandelt. Viele Erwerbstätige sind deshalb Wegpendler, die in den größeren Ortschaften der Umgebung und in der Agglomeration Besançon ihrer Arbeit nachgehen.
Der Ort liegt abseits der größeren Durchgangsachsen an einer Departementsstraße, die von Voray-sur-l’Ognon nach Loulans-Verchamp führt. Weitere Straßenverbindungen bestehen mit Traitiéfontaine und Neuvelle-lès-Cromary.